# هجمات منشآت أرامكو السعودية
هجمات منشآت أرامكو السعودية أو الهجمات على منشأتي بقيق وهجرة خُرَيص هي هجمتان شُنّتا بطائرات مُسيّرة إيرانية ( حسب الادعاءات الأمريكية) وصواريخ كروز استهدفت معملين تابعين لشركة أرامكو السعودية، أحدهما يُعدُّ أكبر معمل لتكرير النفط في العالم. وكانت الطائرات المجنحة الإيرانية والصواريخ الجوالة قد انطلقت باتجاه المعملين الواقعين في بقيق وهجرة خريص في المنطقة الشرقية بالمملكة العربية السعودية. وقد أثارت الهجمات التي وُصِفت بالإرهابية إدانات محلية وعربية ودولية عديدة، وكان الرئيس الأمريكي آنَذاك دونالد ترامب قد أبلغ ولي العهد السعودي محمد بن سلمان في اتصال هاتفي: «استعداد بلاده للتعاون مع السعودية في كل ما يدعم أمنها واستقرارها.»
إثر الهجمات، أعلن المتحدّث باسم قوات التحالف العربي لدعم الشرعية في اليمن، العقيد تركي المالكي أن: «التحقيقات ما زالت جارية لمعرفة وتحديد الجهات المسؤولة عن التخطيط والتنفيذ لهذه الأعمال الإرهابية» على حد وصفه.
وكانت وزارة الدفاع السعودية عقدت مؤتمرًا صحفيًا يوم الأربعاء 18 سبتمبر 2019، عرضت فيه حطام طائرات مُسيَّرة وصواريخ جوّالة مؤكدة أنها «أدلة على عدوان إيراني لا يمكن دحضها»، حسبما جاء في المؤتمر. وقال المتحدث باسم وزارة الدفاع السعودية إن 25 من الطائرات المسيرة والصواريخ الجوّالة استخدمت في الهجمات التي انطلقت من الشمالي السعودي (إمّا من الأراضي الإيرانية أو العراقية) وليس من اليمن. وبينما نفت وزارة الخارجية الإيرانية علاقة إيران بالهجمات، أشاد قائد فيلق القدس الإيراني قاسم سليماني في تغريدة له على تويتر بالحوثيين الذين عدّهم فرعًا من فروع حرس الثورة الإسلامية الإيرانية.
وكان المتحدث الرسمي باسم ميليشيا الحوثيين، العميد يحيى سريع قد ادّعى بأن الهجمات قد سُيّرت من الأراضي اليمنية باتجاه المعملين، حيث يبعدان عن الأراضي اليمنية أكثر من 1500-1000 كم.
هذا الكشف دعا الأمم المتحدة إلى إرسال خبراء تحقيق دوليين أُمميين إلى السعودية للمشاركة ضمن فريق التحقيق السعودي-الدولي الخاص بالهجمات، وهو أمر أكدّه الأمين العام للمنظمة أنطونيو غوتيريش في مؤتمر صحفي عقده في نيويورك مباشرة عقب المؤتمر السعودي، فيما وصف وزير الخارجية الأمريكي مايك بومبيو الهجمات الإيرانية بأنها «عمل حربي غير مسبوق».

## الموقع
تقع بقيق على بعد 60 كم جنوب غربي مقر أرامكو في مدينة الظهران بالمنطقة الشرقية ويوجد على أراضيها أكبر معمل لتكرير النفط في العالم، كما أنها تحتضن العديد من موظفي أرامكو الغربيين الذين يقيمون فيها. وتعالج المنشأة الواقعة في بقيق النفط الخام الوارد من حقل الغوار العملاق قبل نقله إلى محطة الجعيمة الصناعية أو إلى مرفأ رأس تنورة للتصدير، الذي يُعدُّ أكبر منشأة لتحميل النفط في العالم. كما يصل إنتاج هذا المعمل إلى الغرب السعودي، حيث محطات التصدير الواقعة على ساحل البحر الأحمر. بينما تقع خريص على بعد 190 كم إلى الجنوب الغربي من الظهران، وهو يعدُّ ثاني أكبر حقل نفطي في السعودية.

## الهجمات
كشفت وزارة الداخلية السعودية لوكالة الأنباء الرسمية (واس) أن عدة هجمات وقعت في يوم السبت 14 سبتمبر 2019، استهدفت عند الساعة الرابعة صباحًا بتوقيت مكة المكرمة (الواحدة بالتوقيت العالمي) منشأتين تابعتين لشركة أرامكو السعودية في منطقتي بقيق وخريص في المنطقة الشرقية بالسعودية، ما أدّى إلى اشتعال عدد من الحرائق التي تمت السيطرة عليها لاحقًا. وكانت الهجمات قد نُفِّذت - حسب تقارير أوليَّة - بواسطة عشر طائرات مُسيّرة، ولم تشر وزارة الداخلية السعودية إلى ما إذا كان الإنتاج أو التصدير قد تأثر جراء الهجمات، في حين أكّد التلفزيون السعودي على أن صادرات النفط مستمرة، بينما ذكرت وكالة رويترز للأنباء نقلا عن «مصادر مطلعة» توقف إنتاج وتصدير النفط السعودي عقب الهجوم. هذا ولم يصدر أي تعليق من أرامكو على الهجوم.
وفي تصريح لوزير الطاقة السعودي الأمير عبد العزيز بن سلمان، كشف عن أن الهجوم وقع ما بين الساعة 3:31 و3:42 فجرًا بتوقيت مكة المكرمة، وتشير التقارير أن التحقيقات في السعودية ما تزال قائمة للكشف عن مصدر الهجوم الذي لم يعلن أحد على الفور مسؤوليته عنه. وأشارت مصادر إلى وجود شكوك حول تورّط الحوثيين بالهجمات، وهم الذين نفذوا سابقًا هجمات مماثلة بواسطة طائرة مُسيّرة ضد المملكة. إلّا أنه، في وقت لاحق من يوم السبت، أصدر الحوثيون بيانًا عبر قناة المسيرة أعلنوا فيه مسؤوليتهم عن الهجمات، وزعموا أنه تمَّ بواسطة عشر طائرات مُسيّرة قطعت اليمن باتجاه العمق السعودي لمسافة تجاوزت 1000 كم، بينما تشير تقارير إلى أن الطائرات المسيرة توجّهت إلى الداخل السعودي من العراق.

## الخسائر
كان الأمير عبد العزيز بن سلمان قد كشف عن أن الهجوم نتج عنه عدّة انفجارات خلّفت حرائق جرى السيطرة عليها، وهي بدورها أدّت إلى توقف كمية من إمدادات الزيت الخام تقدر بنحو 5,7 مليون برميل، أو حوالي 50% من إنتاج الشركة وذلك حسب التقديرات الأولية، كاشفًا أن المملكة عوّضت الانخفاض الناتج من خلال المخزونات، وهو ما أدّى إلى عدم تأثر السوق والعملاء بما خلفته «الهجمات الإرهابية». ووصف بوب مكنالي رئيس مجموعة رابيدان للطاقة إن الهجوم على «بقيق سيكون بمثابة نوبة قلبية حادة لسوق النفط والاقتصاد العالمي». وكان الانخفاض الحاد في إنتاج أرامكو قد أثَّر في سعر النفط في السوق العالمي، حيث أدّى إلى ارتفاع أسعاره لقرابة 20%، وهي مستويات تُذكِّر بارتفاعات سابقة حدثت إبان حرب الخليج. يُشار إلى أن الانخفاض في الإنتاج لنحو خمسة ملايين برميل يوميًا في هذين المعملين يُمثّل خسارة حوالي 5% من الإنتاج العالمي من النفط الخام يوميًا.

## استرداد الإنتاج
أكد وزير الطاقة الأمير عبد العزيز بن سلمان إن «صادرات السعودية النفطية، ودخلها من هذه الصادرات للشهر الحالي لن تتأثر بالاعتداءات». وأكد أن شركة أرامكو السعودية «سوف تفي بكامل التزاماتها مع عملائها في العالم، خلال هذا الشهر من خلال المخزونات، ومن خلال تعديل بعض أنواع المزيج، على أن تعود قدرة المملكة لإنتاج 11 مليون برميل نفط يوميًا نهاية شهر سبتمبر الحالي، وإلى 12 مليون برميل يوميًا نهاية نوفمبر المقبل»، وأضاف «أن إنتاج النفط سيبلغ 9.89 مليون برميل يوميا في أكتوبر، مؤكدًا أن السعودية ستصون دورها كمورد آمن لأسواق النفط العالمية.» وأكد أنه لم تتأثر إمدادات السوق المحلية بعد العدوان، مشددا على أن الاعتداء يمثل استهدافا لسوق الطاقة العالمية وليس السعودية وحدها. كما أن صادرات السعودية لن تنخفض هذا الشهر وبالتالي الدخل لن ينخفض. وقال «نعمل على معرفة العقل المدبر وراء الهجمات».

## التحقيقات
تتم من قبل أجهزة الأمن السعودية مع فريق تحقيق دولي مدعوم من الأمم المتحدة. فيما أعلنت فرنسا بأنها سترسل خبراء إلى السعودية للمساعدة في التحقيقات في هجوم على منشأتي نفط بالمملكة.
وكانت وزارة الدفاع السعودية عقدت مؤتمرًا صحفيًا يوم الأربعاء 18 سبتمبر 2019، عرضت فيه حطام طائرات مُسيَّرة وصواريخ جوالة إيرانية الصنع، مؤكدة أنها «أدلة على عدوان إيراني لا يمكن دحضها»، على حد ما جاء في المؤتمر. وقال المتحدث باسم وزارة الدفاع السعودية إن 25 من الطائرات المسيرة والصواريخ الجوّالة الإيرانية استخدمت في الهجمات التي انطلقت من الشمالي السعودي (إمّا من الأراضي الإيرانية أو العراقية) وليس من اليمن.

## المنفذون والمتهمون
لم تحدد وزارة الداخلية السعودية مصدر الهجوم عند إعلانها عنه، لكنها كشفت عن انطلاق تحقيقات حول الأمر. ثم أعلنت وزارة الدفاع السعودية في ساعة متأخرة من ليل الثلاثاء، أنها ستعقد مؤتمرًا صحافيًا، مساء الأربعاء، حول الهجوم الإرهابي الذي تعرضت له منشآت نفطية تابعة لأرامكو. حيث سوف تعرض أدلة تورط النظام الإيراني بالهجوم الإرهابي على منشآت أرامكو، تشمل عرض الأسلحة الإيرانية المستخدمة في الهجوم ومسارات الطائرات ونقط انطلاقها ومعلومات أخرى.

### إيران
وقال مسؤول أمريكي رفيع لم يكشف عن اسمه إن الهجوم شمل عشرات الصواريخ الجوالة وأكثر من 20 طائرة. وقالت الولايات المتحدة إنها تعمل مع المملكة العربية السعودية للمساعدة في التحقيق في الهجوم وضمان أن المنشآت وإمدادات الطاقة آمنة ومستقرة؛ فيما أكد وزير الخارجية الأمريكي مايك بومبيو أن إيران كانت وراء الهجمات. فيما أنكرت إيران هذه الاتهامات وقالت إنها «عمياء وغير مفهومة ولا معنى لها» وحذرت الولايات المتحدة من أنها «مستعدة لحرب كاملة» معهم. ومع ذلك، حتى هذا التاريخ، لم تقدم الولايات المتحدة أي دليل على الإطلاق لدعم مزاعمها بأن إيران قامت بالهجوم.
في 16 سبتمبر، وخلال المؤتمر الصحفي الدوري لقيادة القوات المشتركة للتحالف، أكد المتحدث الرسمي باسم قوات تحالف دعم الشرعية في اليمن العقيد الركن تركي المالكي أن جميع الدلائل والمؤشرات العملياتية وأيضًا الأسلحة التي تم استخدامها في الهجوم الإرهابي الكبير الذي استهدف إمدادات الطاقة العالمية والأمن الاقتصادي العالمي في معامل النفط في بقيق وخريص، تؤكد أن الأسلحة المستخدمة في الهجوم هي أسلحة إيرانية، وأضاف بأن «لم يكن الهجوم الإرهابي من الأراضي اليمنية كما تبنت الميلشيات الحوثية، حيث إن هذه الميليشات هي مجرد مطايا لتحقيق أجندة ورغبات الحرس الثوري والنظام الإيراني الإرهابي».
في 17 سبتمبر، كشف مصدر لـسي إن إن، أن تقييم السعودية والولايات المتحدة الأمريكية بشأن الهجوم، يُرجح أنه جرى تنفيذه بصواريخ كروز حلقت على ارتفاع مُنخفض مدعومة بطائرات بدون طيار «درونز»، انطلقت من قاعدة إيرانية تقع قرب الحدود العراقية.
وفقًا لمسؤول أمريكي بارز أطلع على المعلومات الاستخبارية، قال أن صواريخ كروز أطلقت من إيران وتم برمجتها للطيران حول شمال الخليج العربي عبر المجال الجوي العراقي بدلًا من مباشرة عبر الخليج حيث تتمتع الولايات المتحدة بمراقبة أفضل بكثير. في الساعات التي سبقت الهجمات، اكتشفت المخابرات الأمريكية نشاطًا غير اعتيادي في القواعد العسكرية في جنوب غرب إيران، مما يتوافق مع الاستعدادات للضربات.
في 18 سبتمبر 2019، عقدت وزارة الدفاع السعودية مؤتمرًا صحفيًا عرضت فيه حطام طائرات مُسيَّرة وصواريخ جوالة إيرانية الصنع، مؤكدة أنها «أدلة على عدوان إيراني لا يمكن إنكارها»، حسبما جاء في المؤتمر. وقال المتحدث باسم وزارة الدفاع السعودية إن 25 من الطائرات المسيرة والصواريخ الجوالة الإيرانية استخدمت في الهجمات التي انطلقت من الشمالي السعودي (إمّا من الأراضي الإيرانية أو العراقية) وليس من اليمن. وهذا الأمر أكّده وزير الخارجية الأمريكي مايك بومبيو، حيث قال أن الهجوم لم ينطلق من اليمن، بل كان هجومًا إيرانيًّا. وردّا على المؤتمر واتهامات السعودية كتب حسام الدين آشنا مستشار الرئيس الإيراني على تويتر أن السعودية أثبتت أنها «لا تعرف شيئا عن مكان صنع أو إطلاق الصواريخ والطائرات المسيرة، وأخفق في توضيح سبب فشل المنظومة الدفاعية للدولة في اعتراضها» بعدما عرضت ما قالت إنها أدلة تشير إلى رعاية إيران للهجوم على أرامكو.
في 23 سبتمبر 2019، قال رئيس الوزراء البريطاني بوريس جونسون إن المملكة المتحدة تعتقد أن إيران مسؤولة عن الهجمات التي تعرضت لها منشآت أرامكو. وحملت كل من بريطانيا وألمانيا وفرنسا في بيان مشترك إيران مسؤولية الهجوم على منشآت أرامكو السعودية. وقال البيان المشترك «من الواضح لنا أن إيران تتحمل مسؤولية هذا الهجوم. لا يوجد أي تفسير معقول آخر.» رفض المتحدث باسم الخارجية الإيرانية عباس موسوي، تصريحات «جونسون» مطالبا بريطانيا بوقف «بيع الأسلحة الفتاكة للسعودية» و«تبرئة نفسها من تهمة ارتكاب جرائم الحرب ضد الشعب اليمني»، بدلا من محاولاتها غير المجدية ضد إيران.

### العراق
وفقًا لتقرير صادر عن ميدل إيست آي، قال مسؤول مخابرات عراقي مجهول إن الهجمات شنت من قواعد قوات الحشد الشعبي في جنوب العراق ردًا على هجمات الطائرات الإسرائيلية بدون طيار التي تمولها السعودية على القوات العراقية في أغسطس. ذكر مراسل سي بي إس أن الضرر الذي لحق بمرافق بقيق وقع على الأجزاء الغربية والشمالية الغربية، وهو ما كان من الصعب على الحوثيين، المتمركزين في الجنوب الغربي، أن يصيبوها بطائرات بدون طيار. ذكرت هيئة الإذاعة البريطانية أن صور الأقمار الصناعية أظهرت أضرارًا على الجانب الغربي من بقيق.
أظهر مقطع فيديو على موقع يوتيوب التقطها صياد كويتي صوت ودرب جسم كبير يتسارع نحو المملكة العربية السعودية. اعتقد الصياد أن الصوت والدرب كانا بصاروخ كروز. كما ذكرت بعض مصادر المخابرات الأمريكية أن الهجوم الذي شنته قواعد الميليشيات الموالية لإيران في العراق وأن الهجوم شمل صواريخ كروز.
نفى مكتب رئيس الوزراء العراقي استخدام أراضيها لتنفيذ هجمات أرامكو السعودية وتعهد بالعمل «بشكل حاسم» ضد من يستخدمون الأراضي العراقية لمهاجمة دول أخرى. ذكرت الولايات المتحدة أيضًا أن الأراضي العراقية لم تُستخدم.

### الحوثيون
بينما أصدر الحوثيون بيانًا بعد ساعات عدة من الهجوم، أعلنوا فيه المسؤولية عن إرسال عشر طائرات بدون طيار لتعطيل منشآت إنتاج النفط، وتعهدوا بتوسيع نطاق الأهداف في المملكة العربية السعودية ردا على التدخل الذي تقوده السعودية بدعم من الغرب في اليمن، حيث يواجه حوالي 14 مليون شخص المجاعة. يحاول التحالف الذي تقوده السعودية الإطاحة بالحوثيين وإعادة حكومة الرئيس عبد ربه منصور هادي، بينما يسعى الحوثيون للحصول على اعتراف دولي بحكومتهم.
في الأسابيع السابقة، كانت هناك هجمات مماثلة بطائرات بدون طيار على البنية التحتية للنفط في المملكة العربية السعودية، ولكن دون ضرر أو تأثير كبير. أكد الحوثيون أن هذه الهجمات هي حقهم في الانتقام من الضربات الجوية وغيرها من الهجمات في اليمن من التحالف الذي تقوده السعودية. في بيانهم عن الهجوم على مرافق إنتاج النفط، قال متحدث عسكري باسم الحوثيين «هذه الهجمات هي حقنا، ونعد النظام السعودي بأن العملية المقبلة ستكون أوسع وأكثر إيلامًا إذا استمر الحصار والعدوان»، وقد أطلق عليها اسم «توازن الردع الثانية»، واعتبرها «في إطار الرد المشروع والطبيعي على جرائم العدوان والحصار». وأضاف أن الهجمات جاءت بعد «عملية استخبارات دقيقة ومراقبة مسبقة وتعاون من قبل الشرفاء والساعين للحرية داخل المملكة». حذر الحوثيون من مزيد من الهجمات على البنية التحتية للنفط في المملكة العربية السعودية في 16 سبتمبر، وحذروا الأجانب من مغادرة مصانع النفط السعودية.
في 23 سبتمبر 2019، قال مسؤول حكومي بريطاني «إن إعلان جماعة الحوثي مسؤوليتها عن الهجمات أمر لا يمكن تصديقه لأن حجم وحنكة ومدى تلك الهجمات لا يتوافق مع إمكانيات تلك الجماعة. الحنكة في استهداف نقاط محددة بشكل في غاية الدقة تعود لمشاركة إيرانية، وأعتقد أن تنفيذ الهجمات دون تصريح من الحكومة الإيرانية أمر لا يمكن تصديقه.».

## ردود الفعل

### محليًا
- السعودية قال ولي العهد السعودي محمد بن سلمان: أن السعودية «لديها الإرادة والقدرة على مواجهة هذا العدوان الإرهابي والتعامل معه.»

### عربيًا
- الكويت:[47] في بيان لها، أعربت وزارة الخارجية الكويتية على لسان مصدر مسؤول فيها: «استنكار دولة الكويت الشديد للهجومين،» وأوضح المصدر بأن دولة الكويت وفي الوقت الذي «تدين فيه وبأشد العبارات الهجوم التخريبي الذي استهدف أمن واستقرار المملكة العربية السعودية الشقيقة وامدادات الطاقة العالمية لتؤكد مطالبتها المجتمع الدولي ببذل جهود مضاعفة للجم مثل هذه الاعتداءات ومنع تكرارها.» مؤكدًا على وقوف دولة الكويت التام إلى جانب المملكة العربية السعودية وتأييدها في كل ما من شأنه الحفاظ على أمنها وسلامة أراضيها.
- البحرين: في بيان لها، دانت وزارة الخارجية البحرينية بشدة «العمل الإرهابي» الذي استهدف السعودية، مشدّدة على:[48] «موقف مملكة البحرين الثابت» بالوقوف مع السعودية، «وتأييدها فيما تقوم به من جهود كبيرة ودور محوري في مكافحة الإرهاب وتعزيز الأمن والاستقرار على الصعيدين الإقليمي والدولي».
- الإمارات العربية المتحدة: في بيان صحفي، ندّدت وزارة الخارجية والتعاون الدولي الإماراتية بالعمل «الارهابي والتخريبي» الذي استهدف السعودية، معتبرة إياه:[49] «دليلًا جديدًا على سعي الجماعات الإرهابية إلى تقويض الأمن والاستقرار في المنطقة». وأكد البيان تضامن الإمارات الكامل مع السعودية ودعمها في كل ما تتخذه من إجراءات لحفظ أمنها وسلامة مواطنيها والمقيمين على أراضيها. وأضاف أن «أمن الإمارات وأمن السعودية كل لا يتجزأ وأن أي تهديد أو خطر يواجه المملكة تعتبره الدولة تهديدًا لمنظومة الأمن والاستقرار في الامارات».
- مصر: في بيان صادر عن وزارة الخارجية المصرية، دانت مصر الهجوم، مؤكدة:[50] «تضامنها حكومة وشعبًا مع حكومة وشعب السعودية ودعم الاجراءات اللازمة للحفاظ على أمن واستقرار المملكة ضد محاولات استهدافها وفي سبيل التصدي لجميع أشكال الارهاب والعنف والتطرف».
- اليمن: في بيان لوزارة الخارجية اليمنية، دانت الحكومة اليمنية «الإرهابي الجبان» الذي استهدف السعودية، مؤكدة وقوف اليمن مع السعودية ضد كل ما يمس أمنها واستقرارها ودعمها جميع الإجراءات التي تتخذها المملكة لمكافحة الإرهاب. هذا وشدّد البيان على «موقف اليمن الثابت ضد الإرهاب والتطرف بجميع أشكاله وصورة» مُبيّنًا أن الأعمال الإرهابية هذه «تشكل تهديدًا خطيرا ليس فقط على المملكة وإنما على أمن واستقرار المنطقة ككل».[51]
- فلسطين: في بيان لها، دانت الرئاسة الفلسطينية اليوم السبت الهجوم «الإرهابي» الذي تعرضت له السعودية، معتبرة إياه:[52] «تصعيدًا خطيرًا يزيد من حدة التوتر في المنطقة»، وأكد البيان «وقوف القيادة الفلسطينية وعلى رأسها الرئيس محمود عباس والشعب الفلسطيني إلى جانب المملكة العربية السعودية في مواجهة الاعتداءات الإرهابية وعلى قدرة المملكة على الانتصار على الإرهاب والإرهابيين»، وشدّدت الرئاسة: «على أن فلسطين وشعبها يحفظون للملكة مواقفها المشرفة ووقوفها الدائم مع قضية فلسطين وكافة قضايا الأمتين العربية والإسلامية».[53] من جهتها أكدت وزارة الشؤون الخارجية الفلسطينية في بيان صحفي اليوم إنها: «تؤكد تأييدها الكامل لجميع الخطوات التي تأخذها المملكة دفاعا عن حقها في حماية مواطنيها ومنشآتها وسيادتها فإنها على ثقة تامة بقدرة المملكة على الانتصار على الإرهاب والإرهابيين».[54]
- الأردن: في بيان للديوان الملكي الهاشمي، أكد العاهل الأردني الملك عبد الله الثاني اليوم السبت وقوف بلاده إلى جانب السعودية في التصدي لأي محاولة تستهدف أمنها واستقرارها، مُشدّدًا على أن:[55] «الأمن القومي السعودي من الأمن القومي الأردني» على حدّ تعبيره، جاء هذا الحديث في اتصال هاتفي أجراه الملك عبد الله مع خادم الحرمين الشريفين الملك الملك سلمان بن عبد العزيز أعرب خلاله عن إدانته واستنكاره الشديدين إزاء «الاعتداء الجبان» الذي استهدف موقعين تابعين لشركة أرامكو السعودية. هذا وكان الناطق الرسمي باسم وزارة الخارجية الأردنية السفير سفيان القضاة أعلن عن إدانة الأردن للهجوم «الإرهابي الآثم»، مضيفًا:[56] «هذا العمل الإرهابي المدان يعد تصعيدًا جديدًا خطيرًا يستهدف زعزعة الأمن والاستقرار في السعودية الشقيقة ويزيد من التوتر في المنطقة»، مؤكدًا تضامن الأردن الكامل ووقوفه إلى جانب الرياض في كل الإجراءات المتخذة للحفاظ على أمن واستقرار السعودية في مواجهة الإرهاب بكل صوره وأشكاله.
- الجزائر: في بيان صحفي تلاه عبد العزيز بن علي الشريف المتحدث باسم وزارة الشؤون الخارجية الجزائرية أن:[57] «الجزائر تدين بشدة الهجمات التي تعرضت لها اليوم منشآت نفطية بمحافظة بقيق وهجرة خريص شرق المملكة العربية السعودية»، معربة في نفس الوقت عن «شجبها واستنكارها لكل ما من شأنه النيل من مقدرات هذا البلد الشقيق».
- لبنان: قال رئيس الوزراء اللبناني سعد الحريري أن الهجوم يعدُّ تصعيدًا خطيرًا ينذرُ بتوسّع رقعة الصراعات في المنطقة العربية، مؤكّدًا على تضامن لبنان مع السعودية ومضيفًا أن: «العدوان عليها حلقة من مسلسل يستهدف الخليج العربي والأمن الإقليمي والدولي»، داعيًا «الأشقاء العرب إلى التضامن لدرء المخاطر التي تهدد بلداننا وتنذر بأوخم العواقب على أكثر من صعيد»، مطالبًا المجتمع الدولي لوضع حدٍّ لكل «أدوات العدوان والإرهاب» التي تجتاح الوطن العربي وتعرّض استقراره «لمزيد من التخبط ضمن صراعات متنقلة».[58]
- تونس: في بيان للخارجية التونسية، أعربت الحكومة التونسية عن إدانتها واستنكارها الشديد للهجمات، وأكدت على تضامنها الكامل ودعمها للسعودية في كل ما تتخذه من إجراءات.[59]
- قطر: دان نائب رئيس مجلس الوزراء ووزير الخارجية القطري محمد بن عبد الرحمن آل ثاني الهجمات، في تغريدة له نشرها في مساء يوم 16 سبتمبر 2019.[60]

### إسلاميًّا
- باكستان: في بيان للخارجية الباكستانية، دانت الحكومة الباكستانية «بشدة» الهجمات، وذكرت أنه لا يمكن التغاضي هذه الأعمال المؤدية إلى «تخريب الأنشطة التجارية وتعطيلها وتسبب الخوف والإرهاب»، مجدّدة دعم باكستان الكامل وتضامنها مع السعودية ضد «أي تهديد لأمنها وسلامتها الإقليمية».[61]
- تركيا: في بيان للخارجية التركية، دانت الحكومة التركية الهجمات ووصفتها بأنها أعمال استفزازية «قد تضر بالأمن والاستقرار في المنطقة، خصوصًا في الخليج العربي».[62]
- إيران: في مؤتمر صحفي لرؤساء إيران وروسيا وتركيا في أنقرة، صرح الرئيس الإيراني حسن روحاني بأن «الشعب اليمني يمارس حقه المشروع في الدفاع... الهجمات جاءت ردا بالمثل على عدوان على اليمن منذ سنوات».[63]

### دوليًا
- الولايات المتحدة:
  - قال الرئيس الأمريكي دونالد ترامب باتصال هاتفي مع الأمير محمد بن سلمان: «استعداد بلاده للتعاون مع السعودية في كل ما يدعم أمنها واستقرارها،» وقد «شدد على التأثير السلبي للهجمات على الاقتصادين الأمريكي والعالمي».
  - من جانبه نُقِل عن السفير الأمريكي في السعودية جون أبي زيد قوله عبر حساب السفارة على تويتر:[64] «أن الولايات المتحدة تدين بشدة الهجمات التي نفذتها اليوم طائرات مسيرة على منشأتي نفط في محافظة بقيق وهجرة خريص. إن هذه الهجمات التي تستهدف البنية التحتية الحيوية والتي تعرض المدنيين للخطر تصرف غير مقبول، وستفضي عاجلا أم آجلا إلى فقدان أرواح بريئة».
- المملكة المتحدة: في بيان صحفي، دانت الحكومة البريطانية «الهجوم الطائش» على حدّ وصفها، وأضاف المتحدّث باسم الحكومة البريطانية أن: «تهديد المناطق المدنية والبنية التحتية التجارية أمر خطير واستفزازي وغير مقبول على الإطلاق»، مُؤكدًا دعم بريطانيا للسعودية لتحقيق أمنها.[65] وبدوره قال أندرو موريسون وزير الشؤون الخارجية البريطاني المسؤول عن الشرق الأوسط وشمال أفريقيا في تغريدة له على تويتر:[66] أنه «هجوم غير مقبول بالمرة على منشآت نفط في السعودية هذا الصباح»، مضيفًا: «على الحوثيين وقف تقويض أمن السعودية بتهديد المناطق المدنية والبنية التحتية التجارية». كما تلقى ولي العهد السعودي الأمير محمد بن سلمان، اتصالًا هاتفيًا من رئيس الوزراء البريطاني بوريس جونسون عبّر فيه عن إدانته للهجوم التخريبي الذي استهدف معملين لأرامكو السعودية في بقيق وخريص، وتضامن بريطانيا الكامل مع المملكة، مشيدا بحكمة القيادة السعودية في التعامل مع هذه الاعتداءات، ومطالبا بموقف دولي حازم تجاه مثل هذه الأعمال الإجرامية والتي لا يجب أن تمر بلا عقاب.[67]
- روسيا: في بيان للخارجية الروسية، أعربت روسيا عن قلقها العميق إزاء الهجمات، وقالت أنها تدين: «بقوة الهجمات التي تستهدف مواقع غير عسكرية والهادفة إلى تدمير البنية الاجتماعية والاقتصادية وأي أعمال من شأنها تعكير ميزان العرض والطلب في مجال الطاقة والتي من شأنها إثارة موجة جديدة من عدم الاستقرار في أسواق الطاقة.» حسبما ما جاء في البيان.[68]
- فرنسا: في بيان للخارجية الفرنسية، دانت فرنسا بأشدّ العبارات الهجمات، وأعربت عن تضامنها الكامل مع السعودية.[69] كما تلقى ولي العهد السعودي الأمير محمد بن سلمان، اتصالًا هاتفيًا من الرئيس الفرنسي إيمانويل ماكرون، عبر فيه عن شجبه واستنكاره للأعمال العدائية التي استهدفت منشآت نفطية تابعة لأرامكو في المملكة، مؤكدا مساندة فرنسا ودعمها لأمن واستقرار السعودية في مواجهة هذه الأعمال التخريبية. وأبدى استعداد فرنسا للمشاركة مع الخبراء الدوليين في التحقيق لمعرفة مصدر تلك الهجمات.[67]
- الصين: في بيان صحفي للخارجية الصينية في 16 سبتمبر 2019، قالت المتحدثة باسم الوزارة هوا تشون ينغ «إن تحميل أحد المسؤولية عن الهجوم على منشأتي نفط في السعودية دون حقائق دامغة يعد تصرفا غير مسؤول»، مضيفة أن الصين «تأمل في أن تتحلى جميع الأطراف بضبط النفس».[70] فيما أعرب الرئيس الصيني عن إدانته الشديدة للاعتداء التخريبي الذي استهدف المعملين، واشار إلى أن هذا الاعتداء يعد انتهاكاً خطيراً لأمن واستقرار المملكة والتأثير على سوق الطاقة العالمية. وأكد على الشراكة الاستراتيجية الشاملة بين البلدين، ووقوف الصين بجانب المملكة بكل ثبات، ودعمها أمن واستقرار المملكة ومساعيها في سبيل ضمان أمنها وسلامة أراضيها.
- اليابان: أدانت اليابان بشدة الاعتداء التخريبي. وقال وزير خارجية اليابان موتيجي توشيميتسو في تصريح له: "إن السلام والاستقرار في الشرق الأوسط مهم للغاية لسلام واستقرار المجتمع الدولي بأسره، لافتًا النظر إلى أن إمدادات النفط المستقرة من منطقة الشرق الأوسط لا غنى عنها من أجل استقرار وازدهار الاقتصاد العالمي بما في ذلك اليابان.[71]
- النمسا أدانت الهجوم التخريبي. وأكد وزير الخارجية النمساوي الكسندر شالينبرج أن استهداف المدنيين والمنشآت المدنية أمر غير مقبول ويمكن أن يزيد التوترات الإقليمية.[72]
- سنغافورة أدانت الهجمات. وقالت وزارة الخارجية السنغافورية في بيان لها : إن هذه الهجمات تهدد الاستقرار الإقليمي وأمن الطاقة العالمي.[73]

### منظمات
- مجلس التعاون الخليجي: في بيان صدر عن الأمانة العامة للمجلس، دان الأمين العام عبد اللطيف الزياني الهجمات التي وصفها بأنّها:[74] «عمل إرهابي وجبان وتهديد سافر لأمن المملكة واستقرارها ومصالحها الحيوية»، مضيفًا أن التنظيمات الإرهابية «الجبانة» على حد تعبيره، دأبت على استهداف المنشآت النفطية في المملكة في محاولة لضرب إمدادات الطاقة العالمية، داعيًّا المجتمع الدولي إلى اتخاذ موقف حازم من هذا الإرهاب.
- جامعة الدول العربية:
  - مجلس جامعة الدول العربية: في بيان صادر عن وزراء الخارجية العرب، دانت جامعة الدول العربية «بأشد العبارات» هذا «العدوان الخسيس» على حد وصفها، معتبرة إياه تصعيدًا خطيرًا من قبل الحوثيين ومن يقفون وراءهم. وأكدّت الجامعة في بيانها:[75] «تبني الميليشيات الحوثية لمثل هذه العمليات الإرهابية يكشف عن أن قرارها صار مرتهنًا بالكامل لطهران،» مضيفة أن هذه الهجمات تعكس «طبيعة هذه المنظمات الإرهابية التي تنفذ أجندات خارجية لا علاقة لها باليمن أو أهلها». وقد عبّر وزراء الخارجية العرب عن دعمهم الكامل للسعودية ودول الخليج العربي في مواجهة أي تهديد يتعرضون له، مشدّدين على أن العدوان على السعودية «مساس بالأمن القومي العربي ينبغي التصدي له». ودان البيان «التدخلات الإيرانية في الشؤون الداخلية للدول العربية»، التي تجلّت صورها بهذه الهجمات.
  - البرلمان العربي: في بيان له، وصف رئيس البرلمان مشعل السلمي الهجمات بأنها «عملٌ إرهابيٌ جبان»، مخطّطٌ له لاستهداف المنشآت الحيوية والاقتصادية بغية التأثير على امدادات الطاقة وأسعار النفط في السوق العالمي، معلنًا تضامن البرلمان التام مع المملكة ودعمها، مطالبًا «المجتمع الدولي بالتحرك العاجل للتصدي لهذه الأعمال الإرهابية ومحاسبة المخططين والداعمين والممولين والذين يقفون خلفها سواء كانوا أفرادا أو جماعات أو دولا»، وفق ما جاء في البيان.[76]
- منظمة التعاون الإسلامي: في بيان صدر على هامش اجتماع منظمة التعاون الإسلامي على مستوى وزراء الخارجية الاستثنائي المنعقد بجدة،[ا] عبّر الوزراء عن إدانتهم للهجوم الإرهابي، وقال الأمين العام لمنظمة يوسف العثيمين عن استنكارهم لهذه «الاعتداءات التي تؤدي إلى زعزعة الأمن والاستقرار في السعودية والمنطقة وتستهدف إمدادات الطاقة العالمية والاقتصاد العالمي»، معربًا عن تضامن الدول المجتمعة مع السعودية، ومطالبًا «بوقفة جادة ضد هذا الاعتداء الآثم» ضد الجهة التي استهدفت المملكة وهدفت إلى زعزعة استقرارها واستقرار المنطقة والعالم الإسلامي من وراءها، مشيرًا إلى أنهم يعدّون تقريرًا بشأن هذه «الاعتداءات الإرهابية» لعرضه على اجتماع وزراء الخارجية لمنظمة التعاون الإسلامي المقبل.[77]
- الأمم المتحدة:
  - الأمانة العامة: في بيان صحفي صدر عن الأمانة في نيويورك، دان الأمين العام للأمم المتحدة أنطونيو غوتيريش الهجمات، ونص البيان على:[78] «الأمين العام يدين الهجمات التي وقعت يوم السبت على منشآت (أرامكو) النفطية في المنطقة الشرقية بالمملكة العربية السعودية والتي أعلن الحوثيون مسؤوليتهم عنها.»
  - البعثة الأممية إلى اليمن: هذا وأعرب المبعوث الأممي الخاص إلى اليمن مارتن غريفيثس عن «قلقه البالغ» إزاء الهجمات، ودعا إلى ضبط النفس والحرص على عدم تكرار حوادث كهذه كونها «تشكل تهديدًا خطيرًا على الأمن الإقليمي»، إذ أن تكرارها «يزيد من تعقيد الوضع الهش أصلا ويعرض العملية السياسية التي تقودها الأمم المتحدة للخطر» على حد وصفه.[79]
- الاتحاد الأوروبي: في بيان صحفي تلته ماجا كوسيجانسيك (بالسلوفينية: Maja Kocijančič) المتحدثة باسم المسؤولة عن الشؤون الخارجية والأمن في الاتحاد الأوروبي فيديريكا موغيريني قالت: «في الوقت الذي تتصاعد فيه التوترات في المنطقة فإن هذا الهجوم يقوض العمل القائم من أجل الحد من التصعيد وعقد حوار»، مشدّدة على أهمية كشف الجهة المنفذة وضبط النفس وتخفيف التوتر. مضيفة أن الاتحاد الأوروبي «يعرب عن التعاطف مع الحكومة السعودية والشعب السعودي».[80]

## إجراءات لمعاقبة إيران
في يوم الجمعة 20 سبتمبر، أعلن الرئيس الأمريكي دونالد ترامب في تصريحات للصحفيين بالبيت الأبيض عن أول إجراء ضد إيران بعد هجوم أرامكو، حينما صرح بإن الولايات المتحدة فرضت عقوبات على البنك الوطني الإيراني. ولم يقدم ترامب تفاصيل أخرى بشأن العقوبات. فيما قال وزير الخزانة الأمريكي ستيفن منوتشين إن البنك هو آخر مصدر أموال لطهران.